# Stacja Pyskowice
Stacja Pyskowice – Kolej Aglomeracyjna i Muzealna w GOP – stowarzyszenie zrzeszające pasjonatów historii i kolejnictwa z siedzibą w Pyskowicach. Zajmuje się gromadzeniem danych archiwalnych, zachowywaniem i popularyzacją historii pyskowickiego węzła kolejowego oraz wszystkich projektów kolei aglomeracyjnych dla Górnego Śląska. Zostało założone w 2015r., a od 2018 r. publikuje artykuły i monografie w internecie. Od 2023r. członkowie grupy partycypują w publikacjach zbiorowych, organizują wystawy i imprezy tematyczne, zajmują się także ochroną dziedzictwa i zabytków architektury, techniki i kolejnictwa. 

## Działalność społeczna
Początkowo działanie stowarzyszenia skierowane były na gromadzenie i katalogowanie archiwaliów oraz popularyzację historii transportowej miasta Pyskowice. W późniejszym czasie, zakres działań rozszerzono o monografie projektów KRR, SKR oraz pozostałych dot. rozwoju szybkiej kolei regionalnej na Górnym Śląsku a także ochronę zabytków kolejnictwa i rozwój turystyki industrialno-transportowej w regionie.

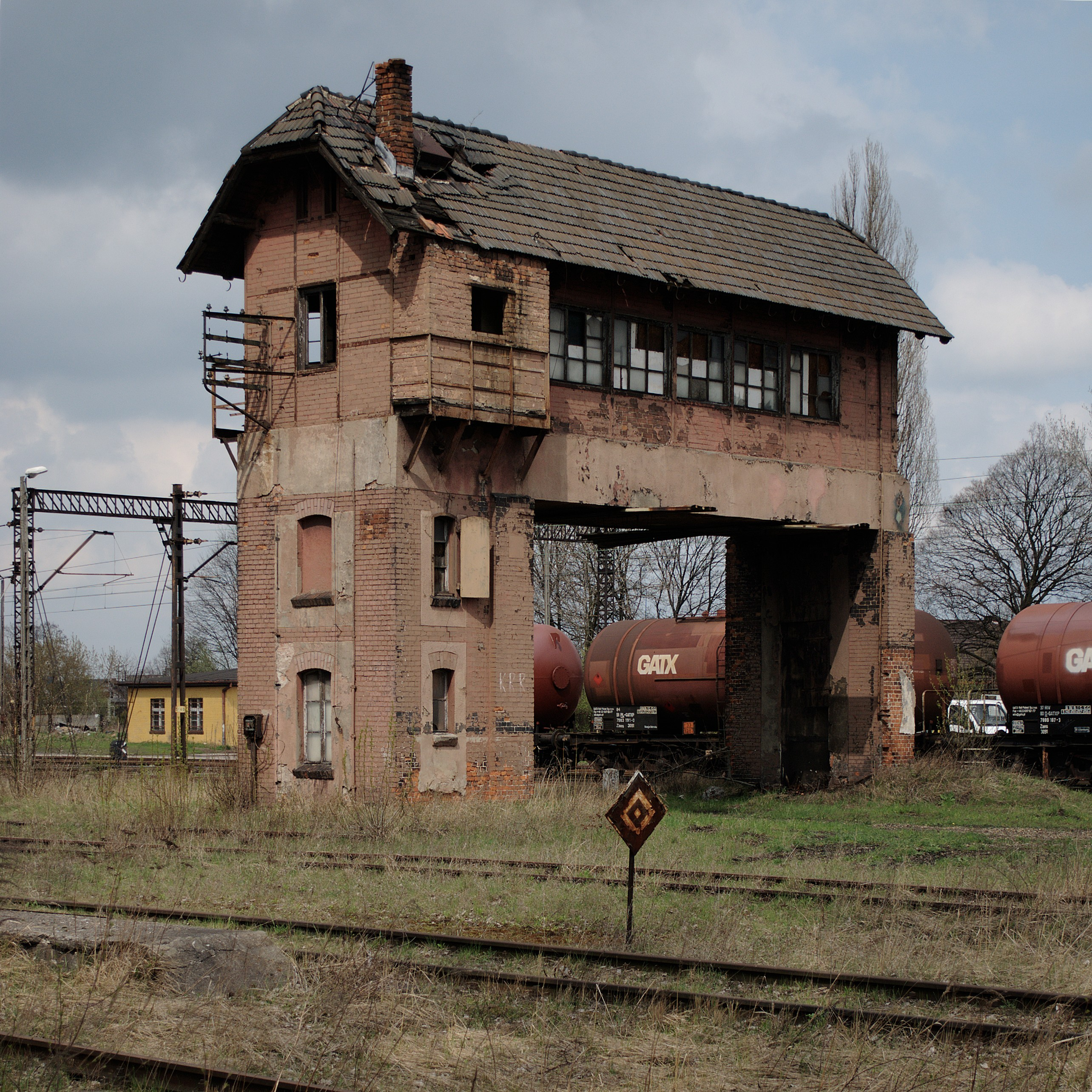
Nastawnia bramowa Pk5 w Pyskowicach (obecnie zlikwidowana)

W 2023r. stowarzyszenie prowadziło wraz z TOZK Pyskowice akcję mającą na celu zachowanie od wyburzenia 113 letniej nastawni bramowej Pk5, będącej częścią kompleksu dawnej parowozowni Pyskowice oraz jednym z ostatnich takich obiektów architektonicznych w Polsce i Europie. Ostatecznie stalową konstrukcję budynku przeniesiono na teren pyskowickiego skansenu kolejnictwa, aby umożliwić jej remont i adaptację na cele muzealne. W styczniu 2024r. konstrukcja została przejęta od PKP S.A. na własność przez Powiat Gliwicki.

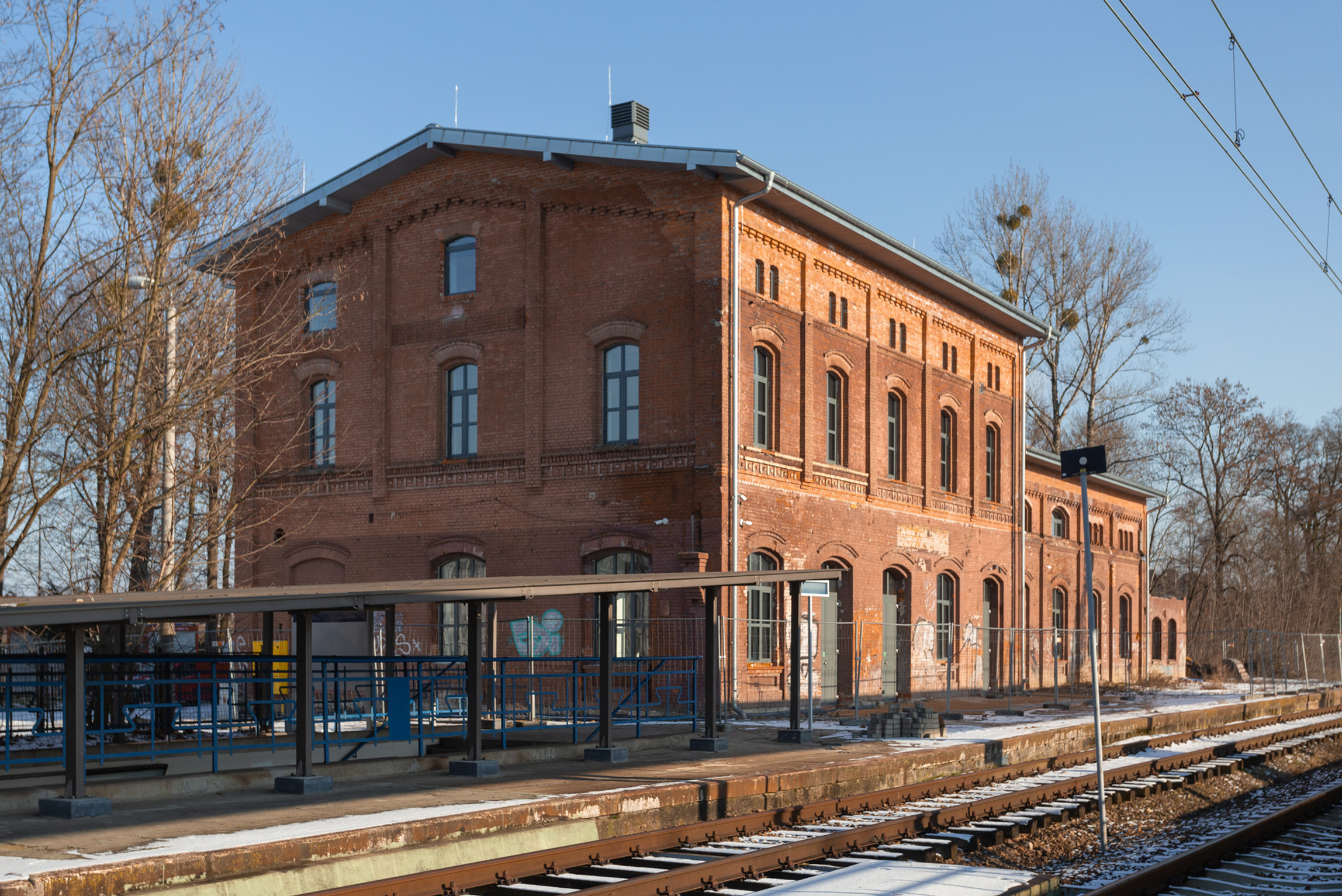
Dawny dworzec Pyskowice, obecnie [https://www.mokis.pyskowice.pl/o-nas/stacja-kultury-pyskowice/ Stacja Kultury

W styczniu 2024r. miasto Pyskowice otworzyło w budynku dawnego, rewitalizowanego dworca kolejowego "Stację Kultury", w której umieszczono odrestaurowane zabytkowe wyposażenie infrastruktury kolejowej, pamiątki i fotografie archiwalne z terenu węzła kolejowego w Pyskowicach. Za utworzenie i utrzymanie ekspozycji odpowiada stowarzyszenie.
W marcu 2024r. tym razem w budynku miejskiego ratusza, w pomieszczeniach Centrum Wystawienniczego MOKiS Pyskowice otwarto ekspozycję stałą "Pyskowice Miasto", w całości stworzoną przez stowarzyszenie. Ekspozycję tworzą pamiątki po rozbudowie miasta w latach 1945-2000, w tym unikalne w skali kraju dokumentacje ŚKR oraz KRR, elementy wyposażenia kolejowego oraz modele kolejowe.
W sierpniu 2024r. Stacja Pyskowice organizowała na terenie miasta Pyskowice zbiórki żywności i wyposażenia potrzebnego wolontariuszom i służbom prowadzącym akcję odławiania śniętych ryb ze zbiornika Dzierżno Duże w trakcie katastrofy ekologicznej na Kanale Gliwickim.

## Koleje piaskowe
Wraz z rokiem 2020r. do portalu internetowego prowadzonego przez stowarzyszenie dołączono monografię poświęconym historii kolei piaskowych w regionie wschodnim Górnego Śląska. Jednocześnie zorganizowano przejazd pociągu specjalnego Cztery Jeziora po planowanej do likwidacji linii kolei piaskowych nr 301.
Stacja Pyskowice była jedną ze stron w konflikcie pomiędzy KP Kotlarnia a fotografami industrialnymi i transportowymi podczas wygaszania przewozów na liniach kolei piaskowych. W efekcie prowadzonych rozmów i działań kolektywu oraz Stowarzyszenia "Kolej na Śląsk", zachowano od likwidacji most zsypowy (podsadzkowy) "Wojciech" w Zabrzu i wpisano go do rejestru zabytków woj. śląskiego. Trwają prace nad zachowaniem i wpisaniem do rejestru zabytków części zabytkowego taboru kolei piaskowej oraz infrastruktury zarówno kolejowej jak i kopalnianej. Linię 301 zlikwidowano na przestrzeni lat 2021–2023. 
W połowie 2023r. Stacja Pyskowice przejęła na własność całość wyposażenia przeznaczonej do likwidacji, dawnej piaskowej nastawni kolejowej "Dr (Drama)". Składają się na nie m.in. nastawnica, aparat blokowy, plan świetlny i inne urządzenia przyległe; które stowarzyszenie zapowiedziało zrekonstruować w celach muzealnych i edukacyjnych. Stowarzyszenie przejęło także z tego samego posterunku pięciokomorowy semafor świetlny, który następnie został poddany odrestaurowaniu. Jako działający eksponat znajduje się obecnie w "Stacji Kultury" w Pyskowicach.

## Aktywność bieżąca
W ramach stowarzyszenia działa na stałe pięciu członków. Okazjonalnie nawiązuje ono współprace z samorządami, innymi podmiotami i stowarzyszeniami, w tym polskimi i zagranicznymi, zajmującymi się archiwizacją danych, ochroną zabytków, transportem kolejowym i organizacją turystyki kolejowej. Stowarzyszenie organizuje lub współorganizuje wystawy, prelekcje historyczne, przejazdy pociągów specjalnych i wydarzenia kulturalno-społeczne takie jak Industriada, Noc Muzeów, czy Europejskie Dni Dziedzictwa.
Stacja Pyskowice – Kolej Aglomeracyjna i Muzealna w GOP objęła patronat medialny nad projektem rekonstrukcji i odbudowy rzeźby Stanisława Hochuła, zdobiącej centralny punkt atrium dworca Pyskowice Miasto, za czasów jego funkcjonowania. Inicjatywa została pod głosowanie w VII edycji budżetu obywatelskiego miasta Pyskowice; nie uzyskała jednak wymaganej ilości głosów, by mogła zostać zrealizowana w ramach budżetu. W marcu 2024r. Pyskowice pozyskały 90 880,00 zł dofinansowania w ramach konkursu pn.„Rzeźba w przestrzeni publicznej dla Niepodległej - 2024” organizowanego przez Centrum Rzeźby Polskiej w Orońsku. Dzięki temu projekt odbudowy pomnika został zrealizowany. Pomnik oficjalnie odsłonięto 27 października 2024r.

## Podobne instytucje
W mieście Pyskowice istnieje od 2018 r. Stowarzyszenie Stacja Pyskowice.